# Hylobates albibarbis
O gibão-de-barbas-brancas (Hylobates albibarbis), também conhecido como gibão-ágil-do-bornéu é uma das sete espécies de gibão. É endêmico do sul da ilha de Bornéu, entre os rios Kapuas e Barito.
Já foi considerado uma subespécie de Gibão-ágil, mas um estudo recente de seu DNA levou a classificá-los como espécies separadas.